# Lijst van vrijmetselaars uit België
Dit is een lijst van bekende vrijmetselaars uit België.

## A
- Edouard Agneessens (1842-1885), kunstschilder, ... (GOB)[1]
- Flor Alpaerts (1876-1954), componist, Marnix van Sint-Aldegonde Antwerpen (GOB)[2][3]
- Jules Anspach (1829-1879), liberaal politicus en burgemeester Brussel, Les Amis Philanthropes (nº 1) Bruxelles (GOB), (AASR, 32°)[3][4][5]
- Leo Apostel (1925-1995), filosoof en professor UG en VUB, Balder Brussel (GOB), De Zwijger G.O.B. Gent (GOB), De Zwijger G.L.B. Gent (GLB) en Pieter De Zuttere Gent (GLB)[4][6]
- Louis Artan de Saint-Martin (1837-1890), kunstschilder, Les Amis Philanthropes (nº 1) Bruxelles (GOB)[7]

## B
- André Baillon (1875-1932), auteur, ... (GOB)[8]
- Johan Ballegeer (1927-2006), jeugdauteur, Acacia Kortrijk (RGLB)[4]
- August Balthazar (1893-1952), socialistisch politicus en minister, ... (GOB)[4]
- Jules Bara (1835-1900), liberaal politicus en minister, Les Vrais Amis de L'Union et du Progrès Réunis Bruxelles en Les Amis Philanthropes (nº 1) Bruxelles (GOB)[4][7]
- Antoine Barthélémy de Thier (1766-1832), lid Nationaal Congres, liberaal politicus en minister, La Parfaite Intelligence Liège (GOdF/GON/GOB)[9]
- Lieven Bauwens (1769-1822), liberaal politicus en industrieel, La Constance de l'Union Bruxelles (GOdF)[10]
- Jean-Valentin Bender (1801-1873), componist, Les Amis Philanthropes (nº 1) Bruxelles (GOB)[2]
- George Bergmann (1805-1893), advocaat en burgemeester Lier, ... (GOB)[1]
- Edouard Berten (1806-1887), generaal, liberaal politicus en minister, ... (GOB)[9]
- Victor Besme (1834-1904), landmeter, Les Vrais Amis de l'Union et du Progrès Réunis Bruxelles (GOB)[11]
- Constantin Beyens (Deinze, 15 september 1758 - Gent, 12 december 1808), advocaat, Les Amis Philanthropes.
- Albert Guillaume Marie Beyens, rechter en advocaat (Deinze, 8 november 1760 - Brussel, 7 november 1827), Les Amis Philanthropes
- Jean-Baptiste Justin Beyens, advocaat (Deinze, 5 juni 1766 - Brussel, 1 november 1829), Les Amis Philanthropes.
- Ward Beysen (1941-2005), liberaal politicus en minister, De Geuzen Antwerpen (GOB)[4]
- Fernand Blum (1885-1963), liberaal politicus en burgemeester Schaarbeek, Les Vrais Amis de l'Union et du Progrès Bruxelles (GOB)[7]
- Felix Marie Alfons Boone (1821-1870), schrijver, Le Septentrion Gand (GON)[8]
- Jules Bordet (1870-1961), socialistisch politicus en professor ULB, Les Amis Philanthropes (nº 1) Bruxelles (GOB)[3][4]
- François-Joseph Boulanger (1819-1873), kunstschilder, Les Amis Philanthropes (nº 1) Bruxelles (GOB)[9]
- François Bovesse (1890-1944), liberaal politicus en minister, Bonne Amitié(-François Bovesse) Namur (GOB) (voormalig grootmeester)[4][12]
- Siegfried Bracke (1953-), politiek journalist, Vlaams-nationalistisch politicus
- Renaat Braem (1910-2001), architect, Les Elèves de Thémis Antwerpen en Georges Beernaerts Antwerpen (GOB)[3][4]
- Mark Braet (1925-2003), communistisch politicus, La Flandre Brugge (GOB) en Tanchelijn Brugge (GOB)[4][8]
- Joseph Bracops (1900-1966), socialistisch politicus en burgemeester Anderlecht, Les Vrais Amis de L'Union et du Progrès Réunis Bruxelles (GOB) en La Libre Pensée (nº 1) Bruxelles (GOB)[7]
- Mathieu de Brialmont (1789-1885), generaal en liberaal minister, La Persévérance Anvers (GOB)[3][4][11][13]
- Hervé Brouhon (1924-1994), socialistisch politicus en burgemeester Brussel, ... (...)[5][10]
- Raymond Brulez (1895-1972), schrijver, La Flandre Brugge (GOB)[4]
- Auguste Buisseret (1888-1965), liberaal politicus en minister, ... (...)[4][10]
- Karel Buls (1837-1914), liberaal politicus, Les Amis Philanthropes (nº 1) Bruxelles (GOB) en Les Amis Philanthropes nº 2 Bruxelles (GOB)[4][7]
- Cyriel baron Buysse (1859-1932), auteur, La Liberté Gand (GOB)[3][4]

## C
- Willy Calewaert (1916-1993), socialistisch politicus en minister, rechter grondwettelijk hof, Les Élèves de Thémis Antwerpen (GOB)[4][5]
- Willy Claes (1938) Limburgs politicus en minister, sociaaldemocratisch voorman, secretaris-generaal van de NAVO, lid van de werkplaats La Tolérance van de Grootloge van België
- Pierre baron Chazal (1808-1892), liberaal politicus en minister, ... (GOB)[4]
- Paul-Jean Clays (1817-1900), schilder[8]
- Karl Johann Philipp von Cobenzl (1710-1770), conservatief politicus en premier, ... (PGLONL)[4][13]
- John Cockerill (1790-1840), industrieel, ... (GOB)[3][4]
- Fernand Cocq (1861-1940), liberaal politicus en minister, Les Vrais Amis de L'Union et du Progrès Réunis Bruxelles (GOB) (voormalig grootmeester), (AASR, 33°)[7][11]
- Camille Coquilhat (1853-1891), administrator Congo Vrijstaat, ... (GOB)[14]
- André Cools (1927-1991), socialistisch politicus, L'Incorruptible Seraing (GOB)[4][12]
- Lucien Cooremans (1899-1982), liberaal politicus en burgemeester Brussel, ... (...)[4][5]
- Herman Corijn (1920-1996), professor VUB, ... (...)[15] De Geuzen (GOB) Antwerpen
- Jan Cox (1919-1980), kunstschilder, ... (...)[3]
- Guy Cudell (1917-1999), socialistisch politicus en minister, ... (...)[9]

## D
- Jos Daems (1926-1982), liberaal politicus en staatssecretaris, De Wyngaerdenranck Aarschot (RLGB)[16]
- Nicolas Joseph Daine (1782-1843), generaal, Les Amis Philantrophes n° 1 Bruxelles (GOB)[17]
- Johan Daisne (1912-1978), auteur, De Zwijger Gent (GLB)[3]
- Jean Daskalidès (1922-1992), gynaecoloog, chocoladefabrikant en cineast, Mithras Gent (GLB)[4]
- Jules d'Andrimont ridder de Mélotte (1834-1891), liberaal politicus en burgemeester Luik, La Parfaite Intelligence Liège (GOB)[9]
- Alexandre graaf d'Aubremé (1773-1835), conservatief politicus, Les Vrais Amis de L'Union et du Progrès Réunis Bruxelles (G.O.d.F./G.O.N./G.O.B.)[7]
- Charles Auguste de Bériot (1802-1870), violist en componist, Les Amis Philanthropes (nº 1) Bruxelles (GOB)[11]
- Walter De Bock (1946-2007), journalist De Morgen, Branding Brussel (GOB)[4]
- Charles de Brouckère (1796-1860), lid Nationaal Congres, liberaal politicus en minister, ... (GON/GOB)[3][4][11]
- Henri de Brouckère (1801-1891, lid Nationaal Congres, liberaal politicus en premier, ... Bruxelles (GON/GOB)[1]
- Louis de Brouckère (1870-1950), socialistisch politicus, heeft een ver verwantschap met Charles en Henri de Brouckère. ... (GOB)[4]
- Eleazar de Carvalho (1912-1996), componist, Balder Brussel (GOB)[2]
- Charles De Coster (1827-1879), auteur en professor KMS Brussel, Les Vrais Amis de L'Union et du Progrès Réunis Bruxelles (GOB)[3][4][7]
- Ovide Decroly (1871-1932), neuropsychiater, Union et Progrès Bruxelles (GOB), Les Amis Philantrophes n° 1 of n° 2 Bruxelles (GOB), Egalite Bruxelles (DH), Vérité Bruxelles (DH)[4][12]
- Eugène Defacqz (1797-1871), liberaal politicus, lid van het Nationaal Congres en voorzitter Hof van Cassatie, L'Espérance Bruxelles (GOB) (grootmeester)[18]
- André-Napoléon Fontainas (1807-1863), liberaal politicus en burgemeester Brussel, Les Vrais Amis de l'Union Bruxelles (GOB) en Les Amis Philanthropes (nº 1) Bruxelles (GOB) (AASR, 33°)[4][5]
- Léon Defosset (1925-1991), nationalistisch politicus, ... (GOB)[4]
- Julius De Geyter (1830-1905), schrijver, ... (GOB)[8]
- Michel de Ghelderode (1898-1962), schrijver, ... (...)[8]
- Fernand Dehousse (1906-1976), socialistisch politicus en minister, Les Vrais Amis de l'Union et du Progrès Réunis (GOB)[4]
- Ary Delen (1883-1960), schrijver, Marnix van Sint-Aldegonde Antwerpen (GOB)[8]
- André baron Delvaux (1926-2002), cineast, Les Vrais Amis de l'Union et du Progrès Réunis (GOB)[12]
- Jean Delville (1867-1953), kunstschilder, Albert de Belgique Londres (GOB), ... (TV)[4]
- Célestin Demblon (1859-1924), socialistisch politicus, Albert de Belgique Londres (GOB)[8]
- Pol de Mont, (1857-1931) auteur, Marnix van Sint-Aldegonde Antwerpen (GOB)[3][13]
- Emile De Mot (1835-1909), liberaal politicus en burgemeester Brussel, ... (GOB) (AASR, 33°) (voormalig grootmeester)[4][5]
- Antoine Depage (1862-1925), liberaal politicus, chirurg en oprichter Belgische Rode Kruis, Les Vrais Amis de L'Union et du Progrès Réunis Bruxelles (GOB), Les Amis Philantrophes n° 1 Bruxelles (GOB), Les Amis Philanthropes nº 3 Bruxelles (GOB)[12]
- Charles graaf de Kerchove de Denterghem (1819-1882), liberaal politicus en burgemeester Gent, Le Septentrion Gand (GOB)[1]
- Oswald graaf de Kerchove de Denterghem (1844-1906), liberaal politicus en burgemeester Gent, Le Septentrion Gand (GOB)[8]
- Paul jonkheer de Pessemier 's Gravendries (1951), schrijver, monumentenzorger (medestichter van de Gentse Loges La Liberté en Athanor)
- Louis de Potter (1786-1856), Belgisch revolutionair en lid Voorlopig Bewind, La Paix Bruxelles (GOB)[8]
- Julius De Geyter (1830-1905), stichter Liberale Vlaamse Bond, Les Vrais Amis de l'Union et du Progrès Réunis Bruxelles (GOB), Les Amis du Commerce et du Progrès Réunis Anvers (GOB)[4][13]
- Etienne de Sauvage (1789-1869), liberaal politicus en premier, ... (GOB)[9]
- Willem Delsaux (1862-1945), kunstschilder, Les Vrais Amis de L'Union et du Progrès Réunis Bruxelles (GOB)[4]
- Victor Desguin (1838-1919), arts en liberaal politicus, ... (GOB)[3][13]
- Goswin baron de Stassart (1780-1854), lid Nationaal Congres, dichter en liberaal politicus, Les Elus de la Parfaite Intimité Paris (GOdF), Le Berceau du Roi de Rome La Haye (GON), La Bonne Amitié Namur (GOB) en Les Amis Philanthropes (nº 1) Bruxelles (GOB) (voormalig grootmeester)[3][4]
- Maurice Destenay (1900-1973), liberaal politicus, ... (...)[4][10]
- Marijn Devalck (1951-), zanger en acteur, schepen in Brakel[19]
- Jules Destrée (1863-1936), socialistisch politicus, ... (...)[3][4]
- Albert Devèze (1881-1959), liberaal politicus, ... (...)[4][10]
- Edouard baron d'Huart (1800-1884), liberaal politicus en minister, ... (GOB)[20]
- Julien Dillens (1849-1904), kunstenaar, ... (GOB)
- François-Joseph Dindal, (1791-1866), rechtsgeleerde, advocaat, bankier, onder-voorzitter van de Senaat.
- Charles Doudelet (1861-1938), kunstenaar, La Liberté Gent
- René Drèze (1915-1963), liberaal politicus, Les Vrais Amis de L'Union et du Progrès Réunis Bruxelles (GOB)[7]
- Edouard Ducpétiaux (1804-1868), journalist, Les Vrais Amis de L'Union et du Progrès Réunis Bruxelles (GOB)[3][11]
- Albert Dupuis (1877-1967), componist, Le Travail Verviers (GOB)[2]

## E
- Jean-Baptiste Eblé (1758-1812), generaal, Les Amis Philantrophes n° 1 Bruxelles (GOdF)[21]
- Georges Eekhoud (1854-1927), schrijver, ... (GOB)[8]

## F
- Anton Reinhard Falck (1777-1843), minister, ... (GON) (provinciaal grootmeester)[4]
- Frans Fischer (1875 - 1949), socialistisch politicus en minister van staat, ... (GOB)[4][7]
- Eugène Flagey (1877-1956), liberaal politicus en burgemeester Brussel, ... (GOB)[22]
- Leopold Flam (1912-1995), filosoof, Balder Brussel (GOB) en Les Amis Philantrophes n° 2 Bruxelles (GOB)[8]
- Charles Auguste Fraikin (1817-1893), kunstenaar, ... (GOB)[11]
- Louis Franck (1868-1937), liberaal politicus, minister en gouverneur Nationale Bank van België, ... (...)[3][4]
- Walthère Frère-Orban (1812-1897), liberaal politicus en premier, ... (GOB)[3]

## G
- Marc Galle (1930-2007), socialistisch politicus en minister, ... (...)[4]
- Isabelle Gatti de Gamond (1839-1905), socialistisch activiste en feministe, ... (DH Frankrijk), L'Egalité Bruxelles (DH)[4]
- Willem Geefs (1805-1883), beeldhouwer en liberaal politicus, ... (GOB)[3][11]
- Alexandre Gendebien (1789-1869), advocaat en liberaal politicus, Les Amis Philantrophes (nº 1) Bruxelles (GOB), (AASR, 22°)[3][10]
- Robert Gillon (1884-1972), liberaal politicus, ... (...)[4][5]
- Elias Gistelinck (1935-2005), producer VRT, componist... (GOB)[2]
- Eugène graaf Goblet d'Alviella (1846-1925), liberaal politicus en rector ULB, Les Amis Philantrophes (nº 1) Bruxelles (GOB) (voormalig grootmeester), (AASR, 33°) (voormalig grootmeester)[3][4]
- Gilles-Lambert Godecharle (1850-1935), beeldhouwer, Les Vrais Amis de L'Union et du Progrès Réunis Bruxelles (GOB)[3][11]
- Auguste Goethals (1812-1888), generaal, liberaal politicus en voormalig minister, ... (GOB)[1]
- Jean Gol (1942-1995), liberaal politicus en minister, Delta Liège (GOB)[4]
- François-Joseph Gossec (1734-1829), componist, ... (...)[23]
- Charles Graux (1837-1910), professor ULB, liberaal politicus en minister, ... (GOB)[5]
- Léonard Greindl (1798-1875), generaal en voormalig minister, ... (GOB)[9]
- Frans Grootjans (1922-1999), liberaal politicus en voormalig minister, ... (GLB)[3][10]
- Lucien Guinotte (1839-1911) ingenieur, politicus, uitvinder en filantroop, ... (GOB)[24]
- Nico Gunzburg (1882-1984), professor UG, dichter en diplomaat, Marnix van Sint Algdegonde Antwerpen (GLB), (AASR, 33°)[3]

## H
- Paul Hankar (1859-1901), architect, ... (GOB)[3][4]
- Pierre-Jean Hellemans (1787-1845), kunstschilder, Les Vrais Amis de L'Union et du Progrès Réunis Bruxelles (GOB)[4]
- Emmanuel Hiel (1834-1899), dichter, Les Amis Philanthropes nº 1 Bruxelles (GOB)[3][4]
- Jules Hiernaux (1881-1944), liberaal politicus en minister, ... (GOB) (voormalig grootmeester)[4]
- Victor baron Horta (1861-1947), architect, Les Amis Philanthropes (nº 1) Bruxelles (GOB)[11]
- Julius Hoste (1848-1933), liberaal politicus en oprichter Het Laatste Nieuws, Les Amis Philanthropes (nº 1) Bruxelles (GOB)[3][4]
- Georges Hubin (1863-1947), socialistisch politicus, ... (...)[4]
- Camille Huysmans (1871-1968), socialistisch politicus en premier, burgemeester van Antwerpen Les Amis Philanthropes (nº 1) Bruxelles (GOB)[5][22]
- Paul Hymans (1865-1941), professor ULB en liberaal politicus, Les Amis Philanthropes (nº 1) Bruxelles (GOB)[3]

## J
- Emile Jacqmain (1860-1933), liberaal politicus, ... (GOB)[4][5]
- Charles Janssen (1851-1918), advocaat, schepen van Brussel, ... (GOB)[1]
- Henri Janne (1908-1998), socialistisch politicus, Prométhée Bruxelles (GOB)[8]
- Paul Janson (1840-1913), liberaal politicus en minister, ... (GOB)[25]
- Paul-Emile Janson (1872-1944), liberaal politicus en premier, Les Vrais Amis de L'Union et du Progrès Réunis Bruxelles (GOB)[4][7]
- Marcel-Henri Jaspar (1901-1982), liberaal politicus en minister, Les Vrais Amis de L'Union et du Progrès Réunis Bruxelles (GOB)[10]
- Louis Jehotte (1803-1884), beeldhouwer, ... (GOB)[11]
- Lucien Jottrand (1804-1877), schrijver, ... (GOB)[8]

## K
- André Kempinaire (1929-2012), liberaal politicus (GOB)

## L
- Henri La Fontaine (1854-1943), socialistisch politicus en nobelprijswinnaar, Les Amis Philantrophes (nº 1) Bruxelles en Albert de Belgique Londres (GOB), La Paix Bruxelles (DH), (AASR, 33°)[3][4]
- Jef Lambeaux (1852-1908), beeldhouwer, ... (...)[3][13]
- Hubert Lampo (1920-2006), schrijver, De Waag Turnhout (GOB)[3][22]
- Frans Lamorinière (1828-1911), kunstschilder, ... Antwerpen (GOB)[3][4]
- Victor Larock (1904-1977), socialistisch politicus, ... (...)[4][5]
- François Laurent (1810-1887), liberaal politicus, Septentrion Gand (GON/GOB)[3]
- Charles-Louis Lebeau (1812-1882), liberaal politicus en burgemeester Charleroi, La Charité Charleroi (GOB)[1]
- Joseph Lebeau (1794-1865), lid Nationale Conventie en procureur-generaal Hof van Cassatie, Les Amis de la Parfaite Intelligence Huy (GOB)[9][10]
- Mathieu Leclercq (1796-1889), lid nationaal congres, liberaal politicus en magistraat, ... (GOB)[10]
- Victor Legley (1915-1994), musicus, Balder Brussel (GOB), De Vier Gecroonde Brussel (GOB), Open Raam Leuven (GOB), Viertorre De Panne (GOB) AASR 33° en SKRC Brussel[4][12]
- Leopold I van Saksen-Coburg en Gotha (1790-1865), koning der Belgen, Zur Hoffnung Bern (GLSA)[11][26]
- Henri Liebaert (1895-1977), liberaal politicus, ... (...)[4][10]
- Albert baron Lilar (1900-1976), liberaal politicus, ... (...)[3]
- Henry Charles Litolff (1818 - 1891), componist, Les Amis du Progrès Bruxelles (GOB) en Les Amis Philanthropes (nº 1) Bruxelles (GOB)[10][27]

## M
- Mark Macken (1913-1977), beeldhouwer, ... (...)[3][13]
- Julius Mac Leod (1857-1919), professor UG, ... (GOB)[3]
- Charles Magnette (1863-1937), liberaal politicus en minister van staat, La Parfaite Intelligence et l'Etoile Réunis Liège (GOB) (voormalig grootmeester)[3][4]
- Fulgence Masson (1854-1942), liberaal politicus, ... (...)[4]
- Guy Mathot (1941-2005), socialistisch politicus en minister, ... (...)[4]
- Laurent Merchiers (1904-1986), professor UG, liberaal politicus en minister, Septentrion Gent (GOB/GLB)[4]
- Joseph Merlot (1885-1959), socialistisch politicus en minister, ... (...)[4]
- Joseph-Jean Merlot (1913-1969), socialistisch politicus en minister, ... (...)[4]
- Hippolyte Metdepenningen (1799-1881), advocaat, Septentrion Gand (GON/GOB)[28]
- Louis Mettewie (1854-1942), liberaal politicus en burgemeester ..., ... (...)[4][5]
- Constantin Meunier (1831-1905), schilder en beeldhouwer, Les Amis Philanthropes (nº 1) Bruxelles (GOB)[3][4]
- Roger Motz (1904-1964), liberaal politicus en oud-minister, Les Vrais Amis de l'Union et de Progrès Réunis Bruxelles (GOB)[7]
- Charles Moureaux (1902-1976), liberaal politicus, ... (...)[4][5]
- Léon Mundeleer (1885-1964), liberaal politicus en voormalig minister, ... (GOB)[4][10]

## N
- François-Joseph Navez (1789-1869), kunstschilder, ... (GOB)
- Freek Neirynck (1949-2019), toneelregisseur, journalist, acteur en schrijver (DH)[29]
- Xavier Neujean (1865-1940), liberaal politicus, La Parfaite Intelligence et l'Etoile Réunis Liège[4]
- Jean-Baptiste baron Nothomb (1805-1881), lid Nationale Conventie, ... (...)[3][10]

## O
- Xavier Olin (1836-1899), rector ULB en liberaal politicus en minister, ... (GOB)[5]
- Auguste Orts (1814-1880), liberaal politicus, Les Vrais Amis de l'Union et du Progrès Réunis Bruxelles (GOB)[7]

## P
- Édouard Pécher (1884-1926), liberaal politicus, La Patrie Calais (GOdF) en Les Amis du Commerce et de la Persévérance Réunis Anvers (GOB)[3][4]
- Paul de Pessemier 's Gravendries (1951), schrijver, monumentenzorger (medestichter van de Gentse Loges La Liberté en Athanor)
- Edmond Picard (1836-1924), jurist, liberaal en socialistisch politicus, ... (GOB)[4]
- Karel Poma (1920-2014), liberaal politicus
- Marcel Poot (1901-1988), dirigent, Prométhée Bruxelles (GOB)[2][30]
- Albert Prisse (1788-1856), generaal en minister, ... (GON)[4][11]

## R
- Jean Raikem (1787-1875), conservatief politicus en voormalig minister, Les Vrais Amis de L'Union et du Progrès Réunis Bruxelles (GOB)[7]
- Élisée Reclus (1830-1905), wetenschapper, Les Elus d'Hiram Paris (GOdF), ... (GOB)[11][12]
- Alphonse Renard (1842-1903), geoloog en voormalig jezuïet, Les Amis Philanthropes Bruxelles (GOB)[4]
- Bruno Renard (1804-1879), luitenant-generaal, liberaal politicus en minister, L'Union Militaire Beverlo en Les Vrais Amis de L'Union et du Progrès Réunis Bruxelles (GOB), (AASR, 33°) (voormalig grootmeester)[7]
- Marius Renard (...), socialistisch politicus, La Parfaite Amitié Mons (GOB) en Les Amis Philantrophes n° 1 Bruxelles (GOB)[8]
- Jean Rey (1902-1983), liberaal politicus en voorzitter Europese Commissie, L'Obstinée Fischbeck (GOB)[4][10]
- Oscar Roels (1864-1938), componist, Septentrion Gand (GOB)[2]
- Charles Rogier (1800-1885), lid Nationaal Congres, Belgisch revolutionair, liberaal politicus en eerste minister, L'Union des Peuples Bruxelles (GOB)[4][16]
- François Roffiaen (1820-1898), berglandschapschilder, Les Vrais Amis de L'Union et du Progrès Réunis Bruxelles (GOB), (AASR, 33°).
- Henri Rolin (1891-1973), socialistisch politicus en minister, ... (...)[4][5][11]
- Gustave Rolin-Jaequemyns (1835-1902), liberaal politicus en minister, ... (GOB)[5]
- Ernest Rongvaux (1881-1964), socialistisch politicus, ... (...)[4]
- Max Rooses (1839-1914), liberaal politicus en stichter Museum Plantin-Moretus, ... (GOB)[13]
- Félicien Rops (1833-1898), schilder en etser, La Bonne Amitié Namur (GOB)[3][11]
- Nicolas Rouppe (1769-1838), liberaal politicus en burgemeester Brussel, Les Amis Philanthropes (nº 1) Bruxelles (GOB), (AASR, 3°)[4][5][7]

## S
- Julius Sabbe (1846-1910), schrijver, La Flandre Bruges (GOB)[8]
- Maurits Sabbe (1873-1938), schrijver, Marnix van Sint Aldegonde Antwerpen (GLB)[3][4]
- Henry Sainctelette (1851-1905), liberaal politicus en burgemeester Bergen, ... (GOB)[5]
- Leopold Sancke, professor VUB, ... (GOB)
- Adolphe Sax (1814-1874), ontwerper van muziekinstrumenten, Les Vrais Amis de l'Union Bruxelles (GOB)[7]
- Adrien François Servais (1807-1866), componist, Les Vrais Amis de l'Union Bruxelles (GOB)[2]
- Frans Smits (1891-1968), schooldirecteur, Marnix van Sint-Aldegonde Antwerpen (GLB) (voormalig grootmeester); (AASR, 33°)[3]
- Joseph-François Snel (1793-1863), componist, ... Bruxelles (GOB)[2]
- Eugène Soudan (1880-1960), socialistisch politicus en minister, ... (...)[4]
- Daniel Sternefeld (1905-1986), dirigent, Balder Brussel (GOB)[2][12]
- Armand Steurs (1842-1899), liberaal politicus en voormalig burgemeester, ... (GOB)[5][10]
- Steve Stevaert (1954-2015), socialistisch politicus, partijvoorzitter, deputé, parlementair, minister, burgemeester, La Tolérance (GLB)
- Reimond Stijns (1850-1905), schrijver, Les Amis Philantrophes n° 1 Bruxelles (GOB)[8]
- Léon Stynen (1899-1990), architect, ... (...)[4][16]

## T
- Herman Teirlinck (1879-1967), schrijver, ... (GOB)[3][4]
- Isidoor Teirlinck (1851-1934), schrijver, Les Amis Philanthropes (nº 1) Bruxelles (GOB)[4]
- Jean Terfve (1907-1978), socialistisch en communistisch politicus, ... (...)[4]
- Freddy Terwagne (1925-1971), socialistisch politicus en minister, Les Amis de la Parfaite Intelligence Huy (GOB)[4][27]
- Guillaume Tiberghien (1819-1901), filosoof en professor ULB, ... (GOB)[27]
- Joseph Ferdinand Toussaint (1807-1885), politicus en schrijver, ... (GOB).
- Léon-Eli Troclet (1902-1980), socialistisch politicus en minister, ... (...)[4]

## V
- Achiel Van Acker (1898-1975), socialistisch politicus en premier, La Flandre Brugge (GOB)[3][4][5]
- Frank Van Acker (1929-1992), socialistisch politicus en minister, La Flandre Brugge (GOB)[5]
- Lodewijk Engelbert hertog van Arenberg (1750-1820), politicus, L'Heureuse Rencontre Bruxelles (GOdF)[31]
- Omer Vanaudenhove (1913-1994), liberaal politicus en minister, ... (...)[10]
- Jan Van Beers (1821-1888), dichter en liberaal politicus, ... (GOB)[3][13]
- Jean Van Beneden (1898-1978), liberaal politicus en minister, ... (GOB/GLB), AASR 33° (voormalig grootmeester)[32]
- Piet van Brabant (1932-2006), journalist en maçonniek auteur, Jan Van Ruysbroeck Brussel (RGLB) (voormalig grootmeester), (AASR, 33°)[4][10]
- François Van Campenhout (1779-1848), componist Brabançonne, Les Amis Philantrophes n° 1 Bruxelles (GOB)[2][3]
- Joseph Vandemeulebroek (1876-1954), liberaal politicus en burgemeester Brussel, ... (GOB)[4][5][22]
- Alain Van der Biest (1943-2002), socialistisch politicus en minister, ... (GOB)[4]
- Armand Vanderhagen (1753-1822), musicus, Le Patriotisme Cour Impériale Paris (GOdF)[2]
- Léon Vanderkindere (1841-1906), liberaal politicus en burgemeester Ukkel, ... (GOB)[4][5]
- Joseph baron van der Linden d'Hooghvorst (1782-1846), liberaal politicus en lid Nationaal Congres, ... (GOB)[5]
- Hendrik van der Noot (1731-1827), Belgisch revolutionair en president Zuid-Nederlandse Republiek, Les Vrais Amis de l'Union et du Progrès Bruxelles (GON/GOB)[10][13]
- Felix Vanderstraeten (1823-1884), liberaal politicus en voormalig burgemeester Brussel, ... (GOB)[22]
- Emile Vandervelde (1866-1938), socialistisch politicus en voormalig minister, Les Amis Philanthropes (nº 1) Bruxelles (GOB)[3][4]
- Rik Van de Walle (1970-), rector Universiteit Gent, Osiris Gent (GLB)

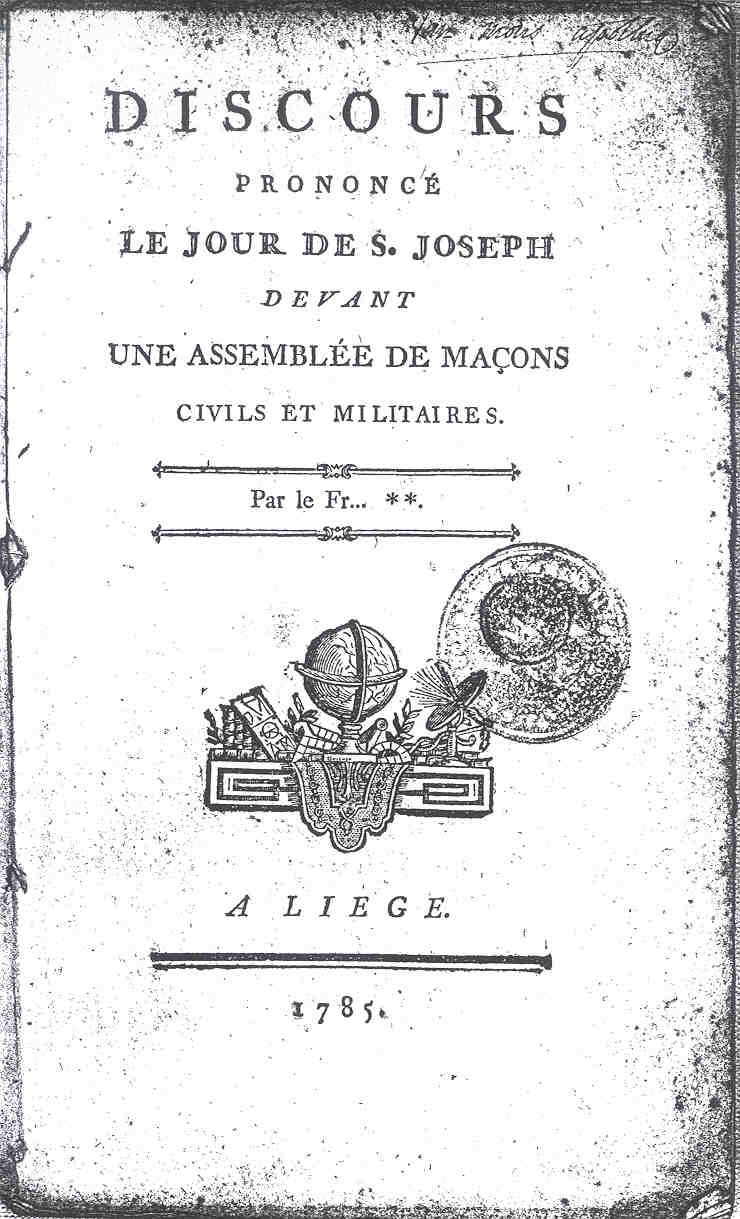
Maçoniek boek met handtekening van de botanicus Jean-Baptiste Van Mons, toen "apothicaire".

- August Van Dievoet (1803-1865), rechtshistoricus, jurisconsult en advocaat bij het Hof van Cassatie, ... (GOB)[1]
- Henri Van Dievoet (1869-1931), architect, Les Vrais Amis de l'Union et du Progrès Bruxelles (GOB)[7]
- Emmanuel Van Driessche (1824-1897), dramaturg, Septentrion Gand (GON/GOB)[4]
- Juan Van Halen, (1788-1864), Belgisch revolutionair.
- Herman vorst van Hohenzollern-Hechingen (1751-1810), ..., L'Heureuse Rencontre Bruxelles (PGLONL)[31]
- Karel prins van Hessen-Kassel (1744-1836), ..., L'Heureuse Rencontre Bruxelles (PGLONL)[31]
- Pierre Van Humbeeck (1829-1890), liberaal politicus en minister, ... (GOB) (voormalig grootmeester) (AASR, 33°) (voormalig grootmeester)[4][7]
- Frans Van Kuyck (1854-1915), liberaal politicus en kunstenaar, ... (GOB)[33]
- Jan-Willem van Leempoel (1751-1796), Rector Magnificus van de Leuvense universiteit[34].
- Karel Jozef prins van Ligne (1735-1814), veldmaarschalk, La Bienfaisance Gand (...), L'Heureuse Rencontre Bruxelles (GOdF), Saint-Jean de Montmorency-Luxembourg (veldloge, ...), La Ligne Equitable ... (veldloge, ...), ... Beloeil (...)[2][27]
- Eugen prins van Ligne (1804-1880), liberaal politicus, Les Vrais Amis de l'Union et du Progrès Bruxelles (GOB)[27]
- Felix graaf van Merode (1891-1857), Belgisch revolutionair en minister, L'Union des Peuples Bruxelles (GOB)[3][27]
- Jean-Baptiste Van Mons (1765-1842), botanicus, ... (...)[35]
- Willem prins van Oranje-Nassou (1792-1849), koning der Nederlanden, L'Espérance Bruxelles (GON)[11][27]
- Frederik prins van Oranje-Nassau (1797-1881), L'Espérance Bruxelles (GON) (voormalig provinciaal grootmeester)[10]
- Jan Van Rijswijck (1853-1906), liberaal politicus en burgemeester Antwerpen Les Élèves de Thémis Antwerpen (GOB)[3][4]
- Wolfgang Willem hertog van Ursel (1750-1804), L'Heureuse Rencontre Bruxelles (GOdF)[2]
- Frans Karel graaf van Velbrück (1719-1784), prins-bisschop van Luik, La Parfaite Intelligence Liège (...)[4][12]
- Eddy van Vliet (1942-2002), schrijver, De Geuzen Antwerpen (GOB)[8]
- Joseph baron van Volden de Lombeke (1761-1836), conservatief politicus en lid Nationaal Congres, L'Union Bruxelles (...)[36]
- Guillaume Van Volxem (1792-1868), burgemeester Brussel, ... (GOB)[5][22]
- Tuur Van Wallendael (1938-2009), journalist en socialistisch politicus, De Geuzen Antwerpen (GOB)[4]
- Pierre-Théodore Verhaegen (1796-1862), liberaal politicus en stichter ULB, L'Espérance Bruxelles en Les Amis Philanthropes (nº 1) Bruxelles (GOB) (voormalig grootmeester), (AASR, 33°) (voormalig grootmeester)[3][4]
- Eugène Verboeckhoven (1798-1881), schilder, ... (GOB)[8]
- Piet Verhaert (1852-1908), kunstschilder, ... (GOB)[3]
- Pieter Verheyen (1770-1819), componist, Les Vrais Amis Gand (GON)[2]
- Adriaan Verhulst (1929-2002), professor UGent en liberaal filosoof, ... (...)[22]
- Jan Baptist Verlooy (1746 - 1797), auteur, burgemeester Brussel, ... (GOB)[37]
- Alfred Verwee (1838-1895), kunstschilder, ... (GOB)[4]
- Henri Vieuxtemps, (1820-1881), violist en componist, Les Amis Philanthropes (nº 1) Bruxelles en Les Vrais Amis de L'Union et du Progrès Réunis Bruxelles (GOB)[4][7]
- Philippe graaf Vilain XIIII (1778-1856), conservatief politicus, burgemeester Gent en lid Nationaal Congres, La Bonne Amitié Namur (GOB) en Les Amis Philantrophes n° 1 Bruxelles (GOB)[21]
- Ignaz Vitzthumb (1720-1816), componist, ... Bruxelles (PGLONL)[2]
- Julius Vuylsteke (1836-1903), liberaal politicus, ... (GOB)[3][4]

## W
- Raoul Warocqué (1870-1917), industrieel, ... (GOB)
- Alphonse Wauters (1817-1898), historicus, Les Vrais Amis de L'Union et du Progrès Réunis Bruxelles (GOB)[7]
- Arthur Wauters (1890-1960), socialistisch politicus en minister, ... (GOB)[4]
- Joseph Wauters (1875-1929), socialistisch politicus, La Parfaite Intelligence et l'Etoile Réunis Liège (GOB)[3]
- Jos Wijninckx (1931-2009), socialistisch politicus en voormalig minister, Les Elèves de Thémis Anvers, Het Truweel (GOB)[4][38][39]
- Frans Wittemans (1872-1963), socialistisch politicus, advocaat en schrijver, Marnix van Sint-Aldegonde Antwerpen (GOB)
- Philippe Wolfers (1858-1929), kunstenaar, Les Vrais Amis de L'Union et du Progrès Réunis Bruxelles (GOB)[7]
- François-Jean Wyns ridder de Raucour (1779-1857), liberaal politicus en burgemeester Brussel, ... (GOB)[22]

## Y
- Eugène Ysaÿe (1858-1931), violist, componist, Les Vrais Amis de L'Union et du Progrès Réunis Bruxelles (GOB)[8]

## Opmerkingen en toelichtingen
Het betreft hier een lijst van overleden vrijmetselaars uit België die beschikken over een eigen artikel in Wikipedia.

### Verklaring van de gebruikte afkortingen
- GOB = Grootoosten van België
- GOL = Grootoosten van Luxemburg
- GOdF = Grand Orient de France
- GON = Grootoosten der Nederlanden
- GLB = Grootloge van België
- VGLB = Vrouwengrootloge van België
- RGLB = Reguliere Grootloge van België
- LCL = Lithos Confederatie van Loges
- (U)GLE = (United) Grand Lodge of England
- GLS = Grand Lodge of Scotland
- GLSA = Grande Loge Suisse Alpina
- PGLONL = Provinciale Grootloge voor de Oostenrijkse Nederlanden (GLE)
- PGLZNL = Provinciale Grootloge voor de Zuidelijke Nederlanden (GON)
- DH = Le Droit Humain
- MM = Memphis-Misraïm
- AASR = Aloude en Aangenomen Schotse Ritus